# Cum On Feel the Noize
Cum On Feel the Noize è una canzone del gruppo rock inglese Slade, pubblicata come singolo il 23 febbraio 1973.
Scritta da Jim Lea e Noddy Holder e prodotta da Chas Chandler, fu il quarto singolo degli Slade a raggiungere la posizione di vertice delle classifiche musicali del Regno Unito e il primo a entrarvi direttamente in prima posizione. Seguì il singolo Gudbuy T’Jane, giunto al secondo posto nel Regno Unito.
Quando Cum On Feel the Noize entrò nelle classifiche del Regno Unito direttamente al primo posto il fatto non succedeva dal 1969, quando i Beatles pubblicarono Get Back. Trascorse quattro settimane in vetta nel marzo 1973. Negli Stati Uniti la posizione più alta fu il 98º posto nella Billboard Hot 100.
La canzone ha ispirato la band newyorkese dei Kiss nella scrittura di Rock and Roll All Nite.
Spesso il titolo del brano è scritto Come On Feel the Noise, per ragioni di semplicità o censura (la parola "cum", infatti, nel gergo comune, indica volgarmente il seme umano).

## Cover dei Quiet Riot
La prima band a rivisitare il brano furono nel 1983 i Quiet Riot, gruppo heavy metal di Los Angeles. La loro versione, contenuta nell'album Metal Health, contribuì al successo della band e del movimento musicale della Los Angeles degli anni ottanta, oltre a far riguadagnare popolarità alla versione originale degli Slade, certificata disco d'oro dalla RIAA.
La versione dei Quiet Riot è presente anche nel noto videogioco Grand Theft Auto: Vice City della Rockstar North, ambientato nel 1986, e nel videogioco NHL 2K8 della 2K Sports. Fu usata anche nel finto trailer The Fatties: Fart 2, allegato al film Tropic Thunder. Fa parte anche della colonna sonora del videogioco musicale Rock Revolution della Konami.
Nel 2002 la reinterpretazione di Cum On Feel the Noize dei Quiet Riot fu inserita all'80º posto della classifica 100 Greatest One-Hit Wonders della VH1, sebbene non si tratti di una vera e propria one-hit wonder, dato che i Quiet Riot figurano nella top 40 con altri brani. Nel 2009 si è piazzata al 41º posto nella classifica delle migliori canzoni hard rock di tutti i tempi, a cura della VH1.

## Altre cover
- Come On Feel the Noize fu oggetto di una reinterpretazione degli Oasis, che la pubblicarono come lato b del singolo del 1996 Don't Look Back In Anger.
- Anche i Bran Van 3000, band di Montréal, ne realizzarono una reinterpretazione e la inserirono nell'album d'esordio Glee del 1997.
- La punk rock band britannica One Way System incise una reinterpretazione del brano nel disco Writing on the Wall (1983).
- La punk rock band gallese The Oppressed ne propose un'altra cover dal disco More Noize for the Boys (2001).
- Sufjan Stevens allude alla canzone in Come on Feel the Illinoise.
- J Dilla, produttore hip-hop, usò un campionamento di Miles Innes, figlio di Neil Innes, che cantava Cum On Feel the Noize all'interno del suo brano Wild, tratto dall'EP della Ruff Draft. In seguito Kid Cudi utilizzò questo campionamento per la canzone Cudi Get, contenuta nel mixtape A Kid Named Cudi.
- La reinterpretazione dell'artista giapponese Misako Honjo figura nell'album di debutto Messiah's Blessing (1982). Gli arrangiamenti sono a cura della band heavy metal nipponica Loudness.
- Della canzone esiste anche una reinterpretazione in dialetto olandese.
- I The 4 Skins nel loro EP del 2008 hanno inserito la reinterpretazione del brano.
- I tedeschi Edguy ne hanno pubblicato una cover presente come traccia bonus nell'album Age of the Joker.